# Underwater Moonlight
Underwater Moonlight -En españolː Luz de luna submarina- es el segundo álbum de estudio de la banda de rock británica The Soft Boys, lanzado el 28 de junio de 1980 por la disquera Armageddon. 
El álbum no fue un éxito en su momento, pero ha sido considerado con el tiempo como un clásico de la música psicodélica, muy influyente en el desarrollo de la neo-psicodelia, y un referente frecuentemente citado por bandas alternativas como R.E.M., The Replacements y The Flaming Lips.
Fue incluido en el libro de los 1001 Álbumes que hay que oír antes de morir, por Robert Dimrey, y en el 2020 el álbum fue ubicado en la lista de los 80 mejores álbumes de 1980 por la revista Rolling Stone, ocupando el puesto 63.